# Graphania petrograpta
Graphania petrograpta är en fjärilsart som beskrevs av Edward Meyrick 1929. Graphania petrograpta ingår i släktet Graphania och familjen nattflyn. Inga underarter finns listade i Catalogue of Life.